# Ештон Сандерс
Ештон Дюрра́нд Са́ндерс (англ. Ashton Durrand Sanders; нар. 24 жовтня 1995) — американський актор.

## Біографія
Сандерс народився в Карсоні, Каліфорнія. 2013 року він закінчив старшу школу Великих мистецтв. Він вступив до театральної школи при університеті Де Поля, але пішов звідти у 2016 році для того, щоб сфокусуватися на акторській кар'єрі. 

## Кар'єра
Сандерс дебютував на великому екрані за участю у фільмі Кріса Ескі «Пошук» у 2013 році. У 2015 році він з'явився з невеликою роллю у фільмі «Голос вулиць», і в 2016 році знявся в одному з епізодів веб-серіалу компанії Refinery29 «Худа».
У 2016 році Сандерс також з'явився в драмі Баррі Дженкінса «Місячне світло», яка отримала визнання критиків, та удостоєної низки нагород, у тому числі премії «Оскар» за найкращий фільм. Сандерс також отримав хороші відгуки про виконання своєї ролі.
2018 року Сандерс виконав одну з основних ролей в екшен-фільмі «Великий зрівняльник 2». У 2019 році він з'явився у фантастичному трилері Руперта Уайатта «Битва за Землю», а також взяв на себе головну роль у фільмі HBO «Син Америки», заснованому на однойменному романі Річарда Райта. Він виконав роль репера RZA у міні-серіалі Hulu «Wu-Tang: Американська сага» про історію хіп-хоп-групи Wu-Tang Clan, що вийшов у вересні 2019 року.